# 1859 au Canada
Pour un article plus général, voir Chronologie du Canada.
Cet article traite des événements qui se sont produits durant l'année 1859 au Canada.

## Événements

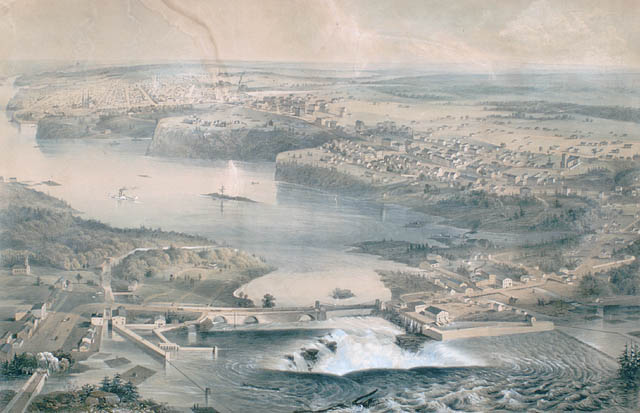
Vue aérienne de la Colline du Parlement et des chutes Chaudière à Ottawa et Hull, par Stent et Laver.

- Juillet : construction du Parlement du Québec (fin en février 1860) qui abrite le gouvernement du Canada-Uni jusqu’à l’automne 1865, puis devient le siège de l’Assemblée législative de la nouvelle province de Québec à partir de 1867.

- Agitation dans l’Ouest Canadien en faveur du rattachement au Dominion contre l’autorité de la Compagnie de la Baie d'Hudson.
- Ouest du Canada : on accorde aux femmes mariées le droit de gérer leurs avoirs[1].

## Naissances
- 17 janvier - Joseph Ovide Brouillard (homme politique)  († 3 mars 1940)
- 29 janvier - Gabriel Marchand (journaliste et homme politique)  († 16 septembre 1910)
- 4 avril - Samuel Casavant (hommes d'affaires)  († 23 novembre 1929)
- 4 août - Louis-Adolphe Paquet (prêtre et écrivain) († 24 février 1942)
- 10 mai - François-Gilbert Miville Dechêne (homme politique) († 10 mai 1902)
- 17 septembre - Frank Dawson Adams, géologue canadien († 26 décembre 1942).
- 8 novembre - Paul-Eugène Roy, (personnalité religieuse) († 20 février 1926).

## Décès
- x